# Karel van Wolferen
Karel Gerardus van Wolferen (Rotterdam, 1941) is een Nederlands journalist en schrijver en emeritus hoogleraar. Van 1997 tot 2006 was hij universiteitshoogleraar Vergelijkende Politieke en Economisch Instituties aan de Universiteit van Amsterdam. Hij werd bekend om zijn verreikende kennis over Japan, journalistiek, geopolitiek, economie, historische gebeurtenissen, actualiteiten en weinig besproken aspecten van de (geo)politiek. Sinds 2020 geniet hij tevens bekendheid als hoofdredacteur van het blad Gezond Verstand en wordt hij een complotdenker genoemd.

## Biografie
Op 19-jarige leeftijd verruilde Van Wolferen Nederland voor Azië om in de jaren 60 te reizen door het Midden-Oosten, India en Zuidoost-Azië. Hij verdiende de kost met het schrijven van artikelen voor verschillende tijdschriften. Vanaf 1962 tot in de jaren 1990 woont hij in Japan, waar hij Engels aan de Universiteit van Waseda doceerde, verschillende documentaires maakte en co-auteur is van meerdere boeken.
Als schrijver debuteerde Van Wolferen in 1969. Hij ontving toen een beurs om studie te doen naar studentenbewegingen en radicaal studentactivisme in het Westen en publiceerde het resultaat onder de titel Student Revolutionaries of the Sixties. De International Herald Tribune roemde het als "beste introductie op het onderwerp".
In 1972 begon Van Wolferen bij NRC Handelsblad als buitenlands correspondent voor verschillende landen in Oost-Azië en deed hij verslag van gebeurtenissen in Japan, India, Thailand, Vietnam, Laos, de Filipijnen en Zuid Korea. In 1987 won hij de Prijs voor de Dagbladjournalistiek voor zijn artikelen over macht, politieke en maatschappelijke ontwikkelingen omtrent de People Power Revolution van 1986 in de Filipijnen die president Ferdinand Marcos het land deed ontvluchten. Noam Chomsky zou twee jaar later over hetzelfde onderwerp publiceren. Hierna publiceerde Van Wolferen in Oost-Azië in onder andere The Asian-Pacific Journal.
Van Wolferen werd bekend door de internationale bestseller The Enigma of Japanese Power (1989) waarvan wereldwijd meer dan 650.000 exemplaren verkocht werden in 11 talen, en waarmee hij bekendheid kreeg in Japan. BusinessWeek schreef over Van Wolferen: "Japan explained: Author Karel van Wolferen's insights are appreciated by the Japanese themselves. [..] Wolferen is truly a phenomenon, Japanese have bought close to a million of the Dutchman's five highly critical books [..]. Van Wolferen publiceerde onder meer in The New York Times, Foreign Affairs, NRC Handelsblad, The Asian-Pasific Journal en The Japan Times.
Bestuursvoorzitter Jankarel Gevers van de Universiteit van Amsterdam was zeer onder de indruk. Hoewel Van Wolferen niet was gepromoveerd, en slechts het ULO had afgemaakt, werd hij op 1 juni 1997 aangesteld als universiteitshoogleraar, met als onderzoeksopdracht De vergelijking van politieke en economische instituties, in het bijzonder in Oost-Azië. Hij zou deze functie uitoefenen tot 14 april 2006 toen hij met emeritaat ging.
Vanaf 2003 richtte hij zijn aandacht op de Verenigde Staten, waarbij hij kritische boeken schreef over het buitenlandse beleid van George W. Bush, zoals De ondergang van een wereldorde en Een keerpunt in de vaderlandse geschiedenis.
In deze publicaties was Van Wolferen kritisch over de Amerikaanse rol in de wereld sinds de jaren 90, en bekritiseerde hij tevens de in zijn ogen slaafse houding van Europese politiek en media tegenover de Amerikaanse politiek, met name in de Oekraïnecrisis.
Sinds een aantal jaren wordt hij gekarakteriseerd als een complotdenker en heeft dit ook over zichzelf verklaard. Hij beschouwt de betiteling als geuzennaam. Zo verwerpt hij de bewijsvoering van het Joint Investigation Team rondom het neerhalen van vlucht MH17, en meent hij dat het neerhalen een valse-vlag-aanslag was. Over de aanslagen op 11 september 2001 is hij dezelfde mening toegedaan. Ook twijfelt hij aan de officiële verklaringen over de aanslagen in Londen op 7 juli 2005 en de aanslag op Charlie Hebdo in 2015. Deze standpunten zorgen ervoor dat hij als journalist weinig meer publiceert in traditionele media, maar bijdraagt aan websites als ThePostOnline, en wordt geïnterviewd door alternatieve media als Café Weltschmerz en ook door de Russische televisiezender Russia Today.

In 2020 was Van Wolferen de initiatiefnemer van het blad Gezond Verstand dat in september van dat jaar in een oplage van 1.000.000 exemplaren verscheen en deels huis-aan-huis werd verspreid. Hij wilde de lezer informeren over de in zijn optiek vertekende weergave van onderwerpen in de reguliere media. In het eerste nummer werden kanttekeningen gezet bij de COVID-19-pandemie die als kunstmatig werd bestempeld, en werd stelling genomen tegen de klimaatproblematiek. De Russische president Poetin had volgens het blad niets te maken met het vergiftigen van de oppositieleider Aleksej Navalny en de Amerikaanse verkiezingen zouden oneerlijk zijn verlopen als de zittende president Donald Trump niet zou winnen. Verscheidene Kamerleden spraken in een reactie van het verspreiden van desinformatie. De Universiteit van Amsterdam distantieerde zich in een verklaring van deze activiteiten omdat Van Wolferen zou bijdragen "aan desinformatie over grote problemen als het coronavirus en klimaatverandering".
Sinds 2020 staat Van Wolferen model voor de fictieve 'Professor Karel' , die in het tijdschrift De Republikein antwoord geeft op vragen van burgers over complotten, covid-19, spionage en buitenaardse wezens, in de satirische reeks 'Professor Karel Weet Raad'.

## Persoonlijk
Van Wolferen is getrouwd en kreeg in 2011 met zijn vrouw een zoon.